# Atrichopogon bulla
Atrichopogon bulla är en tvåvingeart som beskrevs av Remm 1980. Atrichopogon bulla ingår i släktet Atrichopogon och familjen svidknott.
Artens utbredningsområde är Turkmenistan. Inga underarter finns listade i Catalogue of Life.